# Малая Михайловка (Томская область)
Ма́лая Миха́йловка — деревня в Томском районе Томской области. Входит в состав Корниловского сельского поселения.
Почтовый индекс — 634538.

## География
Расстояние до центра сельского поселения — Корнилова — 4 км, до Томска — 3 км.

## Транспорт
Через Малую Михайловку проходят пригородные автобусные маршруты (следующие из Томска): № 124, № 149, № 149А. В полукилометре от деревни (на Асиновском тракте) находится остановка маршрутов № 60 и 60р (внутригородские).

## Местная власть
Глава сельского поселения — Геннадий Михайлович Лонгвинов.

## Улицы и застройка
Рядом с деревней находятся садово-дачные товарищества «Восовец», «Геофизик», «Заря», «Мемориал», «Надежда» и «Озёрное». В самой деревне пять улиц (Дорожная, Новая, Рабочая, Транспортная и Центральная) и один переулок (Озёрный).

## Население
| 2002 | 2008 | 2009 | 2010 | 2011 | 2012 | 2013 |
| ---- | ---- | ---- | ---- | ---- | ---- | ---- |
| 38   | ↗63  | ↗67  | ↗91  | →91  | ↗98  | ↗100 |
| 2014 | 2015 | 2021 |      |      |      |      |
| ↗101 | ↗104 | ↗245 |      |      |      |      |